# C.R. Bard
Pour les articles homonymes, voir Bard.
C.R. Bard est une entreprise spécialisée dans le matériel médical, basée à Murray Hill aux États-Unis.

## Histoire
En avril 2017, Becton Dickinson annonce l'acquisition de C.R. Bard, spécialisé dans l'urologie, le diabète, les maladies vasculaires et les cancers, pour 24 milliards de dollars. L'action est retirée du NYSE.